# Hidrotermalni izvori
Hidrotermalni izvori su hidrotermalni otvori koji se nalaze blizu oceanskih hrptova. Oni su posljedica pomicanja tektonskih ploča. Ispuštaju jedan dio unutrašnje topline Zemlje. Godine 1979. su otkriveni crni dimnjaci i bujnost podmorskog života povezanog s njima. Ovaj ekosustav temelji se na primarnoj proizvodnji i na himiosintetičkim bakterijama koje slobodno žive ili žive u simbiozi s drugim organizmima.

## Formiranje hidrotermalnih sistema
Pokretanje tektonskih ploča stvara pojavu produženja i nanosa na nivou oceanskih hrptova, kao i generiranja pukotina u Zemljinoj kori. Morska voda može se infiltrirati i grijati u blizini magme. Pod utjecajem temperature i pritiska, tekućina se uzdiže do morskog dna. Ona otapanjem postane kisela i puna metala u dodiru s okolnim stijenama (temperatura i vrlo visok tlak povećavaju snagu otapanja vode). Zatim, za vrijeme ispuštanja, u dodiru s hladnom morskom vodom, minerali iz tekućine se talože i formiraju mineralne građevine usporedive s dimnjacima. 
Hidrotermalne tekućine su bogate otopljenim plinovima (sumporovodik, metan, ugljični monoksid, ugljični dioksid i vodik) i metalima (silicij, mangan, željezo, cink). Sastav i fizičko-kemijske karakteristike hidrotermalnih tekućina su posljedica temperature i vrste stijena kroz koje je tekućina prošla. Mogu se razlikovati crni i bijeli dimnjaci.  
Hidrotermalni dimnjaci hrane oceane željezom (50 000 t/an) čime pospješuju rast fitoplanktona. Značajni su sudionici u prirodnom ispuštanju ugljičnog dioksida. Posebno su važni u Južnom ceanu gdje hrane 20 000 tona fitoplanktona. Međutim, samo 0,2% željeza iz vrelih podvodnih izvora ostaje topljivo.
Strukture evoluiraju s vremenom, ali su prolazne: dimnjaci traju od 10 do 100 godina. Oni zaista mogu propasti, a kanali se mogu ugušiti mineralima. Aktivno područje uz hrbat može se pomaknuti i uzrokovati nastanak novih dimnjaka i nestanak starih. Dakle, mjesto koje su znanstvenici identificirali može nestati prije nego što se oni vrate na novu misiju.

## Različite hidrotermalne strukture
- Crni dimnjak ispušta vodu sa sumporom (metalni sulfid) na vrlo visokoj temperaturi (350 °C). Tekućina se ne razvodnjava morskom vodom prije izlaska iz dimnjaka.
- Bijeli dimnjak se formira kada se ispuštaju tekućine koje su već razrijeđene morskom vodom prije samog ispuštanja. Tekućine koje ispuštaju bijeli dimnjaci sadrže barij i kalcijev sulfat na temperaturama od 150 do 270°C.
- Transparentni dimnjak ispušta tekućinu s 20% saliniteta, ali koja ne sadrži nikakve čestice u sebi.

Dimnjaci, a posebno crni dimnjaci, su oaze života na dnu oceana. Neki organizmi su prilagođeni iskorištavanju toplote i sumpora koje dimnjaci ispuštaju.

## Ekosistem hidrotermalnih izvora
Prije 1977. godine, morsko se dno smatralo pustinjom bez primarne proizvodnje fotosinteze. Otkriće ekosistema povezanih s hidrotermalnim izvorima je dramatično povećalo naše znanje biologije, a promijenilo je i naše mišljenje kako je makroskopski život nemoguć bez svjetlosti.
Na nivou hidrotermalnih izvora, primarnu proizvodnju obavljaju himiosintetički mikroorganizmi. Ovi himiolitotropni organizmi koriste kemijsku energiju iz otopljene soli za obavljanje funkcije fotosinteze kod biljaka. Oni čine prvu kariku u prehrambenom lancu, a njih jedu primarni potrošači. Postoje i simbiotične zajednice u kojima simbiont stvara energiju na licu mjesta.
Život se nalazi oko točki ispuštanja hidrotermalnih tekućina koje se miješaju s morskom vodom. Postoji temperaturni gradijent koji ide od točke ispuštanja tekućina pa dalje od njega; tu postoje životinjske zajednice vrućeg pola i toplog pola.
Ekstremofilni mikroorganizmi mogu rasti bliže dimnjaku i na većim temperaturama.
Termofilni mikroorganizmi žive slobodno u hidrotermalnoj tekućini. To je slučaj kod rodova Pyrococcus i Thermococcus i kod reda Archaeoglobales.
Većina mezofilnih bakterija raste na okolnim stijenama i formira "tepihe"; neke od njih su Beggiatoa i Thiothrix.
Mikroorganizmi razvijaju ekto- ili endosimbiozu s dubokomorskom faunom koja živi u blizini dimnjaka.
Ostali organizmi žive blizu dimnjaka, u temperaturi vode između 4 i 50°C. 
- U vrućem polu (20-50°C), sasvim blizu dimnjaka, mogu se naći rodovi Alvinella i Paralvinella i rakovi (na primjer roda Cyanagraea).
- Nešto dalje, topli pol (10-20°C) nastanjuju vrste Riftia pachyptila, Lamellibrachia barhami, rakovi, ribe itd.
- Hladni pol nastanjuju školjkaši: Bathymodiolus, Calyptogena.

Tu se može naći i jastog Kiwa hirsuta, tek nedavno otkriven.
Neobični organizmi poput crva Riftia pachyptila, anelida Alvinella pompejana, vrste Rimicaris exoculata, koriste se kao modeli za proučavanje u laboratorijima.

## Eksploatacija u ekonomske svrhe
Neke tvrtke ili države su zainteresirane za mogućnost komercijalnog iskorištavanja ovih vrućih vrela kao izvor kalorija ili za eksploataciju ruda. Takav je slučaj kod, na primjer, Novog Zelanda, jer se ekskluzivna ekonomska zona (EEZ) nalazi na subdukcijskoj zoni koja je bogata hidrotermalnim izvorima. 
Prve dozvole (ili najami) za bušenje su podneseni 2008. godine (za jednu zonu po imenu « Rumble II West Seamount » koja nije bila otkrivena do kolovoza 2007. godine) od strane grupe « Neptune minerals », jedne od prvih grupa formiranih za iskorištavanje mineralnih bogatstava dubina, a osobito za iskorištavanje takozvanog "SMS-a" (seafloor massive sulphide). Ova tvrtka je 2008. godine dobila dozvolu za istraživanje površine podmorja veće od 278000 km2, u što spadaju teritorijalne vode Novog Zelanda, Papua Nove Gvineje, Mikronezije i Vanuatua, a postavila je i zahtjev za istraživanje daljnih 436000 km2, gdje spadaju ostale teritorijalne vode Novog Zelanda, Japana, Sjevernih Marijanskih otoka, Palaua i Italije.

### Okolišne posljedice
Dr. Simon McDonald, direktor grupe "Neptune", je 2008. godine objavio kako priznaje da takve aktivnosti predstavljaju problem za okoliš, ali da je njegova grupa obećala da će raditi u duhu dobrog upravljanja okolišem i transparentne komunikacije sa svim dionicima. Biolozi strahuju zbog ozbiljnijih uticaja na krhku bioraznolikost koncentriranu oko tih područja; uz to, mnoge vrste koje tu žive rastu sporo, kasno dostižu spolnu zrelost, rijetke su, a mnoge su vjerojatno još nepoznate znanosti.

## Galerija
- Crni dimnjaci
- Crni dimnjaci
- Bijeli dimnjaci
- Dimnjaci zvani "The brothers".
- Ugasli dimnjaci